# Slip Away
《Slip Away》는 2012년 4월 10일에 발매된 넬의 통산 7집 앨범이자 정규 5집 앨범이다. 앨범의 제목은 흘러가는 시간, 사람 등 우리 주변에서 멀어지고 사라지는 많은 것들을 뜻하는 것으로 "붙잡고 싶은 것일수록 더욱 멀어지기 쉽다"라는 진리를 함축하고 있다. 특히 스트링은 폴 매카트니, 노라 존스, 뮤즈, 존 메이어와 같은 세계적인 가수들이 녹음작업을 한 곳으로 알려진 뉴욕의 '아바타 스튜디오'에서 녹음했으며, 마스터링은 스노 패트롤, R.E.M., 레드 제플린, 뉴오더 등 최고의 아티스트들과 작업했던 존 데이비스(John Davis)와 함께 런던 메트로폴리스 스튜디오에서 작업을 진행했다. 멤버들이 소집 해체를 한 뒤 4년만에 발매한 음반으로, 타이틀곡 〈그리고, 남겨진 것들〉은 앨범이 발매되자마자 차트 상위권을 기록하였다.

## 수록곡
| #   | 제목                     | 작사   | 작곡                           | 편곡                           | 재생 시간 |
| --- | ------------------------ | ------ | ------------------------------ | ------------------------------ | --------- |
| 1.  | 〈The Ending〉           | 김종완 | 김종완                         | 김종완, 이재경, 이정훈, 정재원 | 6:30      |
| 2.  | 〈Go〉                   | 김종완 | 김종완                         | 김종완, 이정훈, 정재원         | 6:20      |
| 3.  | 〈In Days Gone By〉      | 김종완 | 김종완                         | 김종완, 이재경, 이정훈, 정재원 | 4:57      |
| 4.  | 〈그리고, 남겨진 것들〉  | 김종완 | 김종완                         | 김종완, 이재경, 이정훈, 정재원 | 4:56      |
| 5.  | 〈Standing in the Rain〉 | 김종완 | 김종완                         | 김종완, 이재경, 이정훈, 정재원 | 5:13      |
| 6.  | 〈Loosing Control〉      | 김종완 | 김종완                         | 김종완                         | 4:38      |
| 7.  | 〈Beautiful Stranger〉   | 김종완 | 김종완                         | 김종완                         | 5:38      |
| 8.  | 〈Cliff Parade〉         | 김종완 | 김종완                         | 김종완, 이재경, 이정훈, 정재원 | 4:31      |
| 9.  | 〈Hopeless Valentine〉   | 김종완 | 김종완                         | 김종완, 이재경, 이정훈, 정재원 | 5:56      |
| 10. | 〈Slip Away〉            | 김종완 | 김종완                         | 김종완, 이재경, 이정훈, 정재원 | 4:51      |
| 11. | 〈Dream〉 (hidden track) |        | 김종완, 이재경, 이정훈, 정재원 | 김종완, 이재경, 이정훈, 정재원 | 4:42      |

## 수록곡 소개
멜론에서 김종완이 직접 자필로 수록곡을 소개했다. 다음은 그 내용.
| - 〈The Ending〉: 8분의 7박자란 다소 생소할 수도 있는 박자의 곡. 개인적으로 빈 공간이 매력적으로 느껴지는 곡이다. - 〈Go〉: 보컬을 녹음할 때, 그리고 가사를 쓸 때 가장 울컥했던 곡. - 〈In Days Gone By〉: 이번 앨범에서 가장 따뜻한 느낌의 곡이 아닌가 싶다. - 〈그리고, 남겨진 것들〉: 작사, 작곡가의 입장에선 곡과 가사가 동시에 나올때가 가장 마음이 편해지는데, 이 곡 역시 그런 곡이었다. - 〈Standing In The Rain〉: 나를 제외한 나머지 멤버들에겐 정규 앨범에 처음으로 목소리를 담은 곡. 넷이 함께 녹음할 때 조금 웃겼던 기억이… - 〈Loosing Control〉: 가끔 감정이 통제가 되지 않을 때, 특히 분노라던가 증오식 같은. 그럴 땐 정말 괴롭다. - 〈Beautiful Stranger〉: 이 곡은 왠지 모르게 퇴폐적인 영상이 떠오른다… 단 한번의 만남이 많은 것을 바꾸어 올 수도 있다는 내용의 곡. - 〈Cliff Parade〉: Live 때 가장 재미있게 할 수 있는 곡이 아닐까? - 〈Hopeless Valentine〉: 원했던 것이 꼭 필요했던 것은 아니었을 때가 있다. 사실 많다… - 〈Slip Away〉: 시간이 지날수록 잃어가는 것보다, 잊어간다는 것 그리고 잊혀져간다는 것이 슬퍼지는 것 같다. 얼마나 많은 것들을 지워가며 살고 있을지를 생각하면 참 씁쓸하다. |

## 뮤직그라피
뮤직그라피(Musicgraphy)는 앨범 발매 이전에 공개한 독특한 형태의 영상으로 일주일에 한편씩 공개하며 컴백을 예고했다. 일반적인 뮤직비디오나 티저 영상이 아닌 작업기와 앨범 준비 과정을 담담하게 보여주고 있다. 이에 멤버들은 이를 준비한 이유로 "우리가 TV 출연 활동을 많이 하는 밴드도 아니고, 팬들에게 친밀하게 다가가는 밴드는 못된다. 처음 뮤직그라피를 준비하게 된 건 바로 그 이유 때문이었다. 오랜만에 나오는 새 앨범에 앞서 팬들에게 우리만의 선물을 해주고 싶었다. 음악과 영상이 결합된 우리만의 선물."이라 언급했다.

## 사연 및 가설
- 팬들 사이에서 이 앨범은 '슬립 앨범' 등으로 불린다.
- 〈The Ending〉을 김종완이 썼을 때 여자친구가 있었는데, 이 곡을 들려주고 3개월 후에 헤어졌다고 한다. (2012년 by bling 인터뷰)
- 〈Go〉는 김종완이 '너'란 대상이 사람이 아닌 슬픔 그 자체라고 언급한 적이 있다. 자살에 관련된 곡이라는 의견이 있기도 했다. 이 앨범에서 이정훈이 가장 좋아하는 곡 중 하나이다.
- 〈In Days Gone By〉는 이 앨범에서 이재경이 가장 좋아하는 곡이다. 그 이유로는 작업을 시작하면서 떠오르는 생각이나 느낌이 과정을 거치며 퇴색될 수 있음에도 불구하고 시간이 지나도 느낌이 퇴색되지 않고 질리지 않아서라 언급했다. (2012년 by bling 인터뷰)
- 〈그리고, 남겨진 것들〉은 윤도현의 MUST에서 김종완이 "멜로디와 가사가 동시에 나왔고 굉장히 빨리 작업이 진행된 곡"이라 언급했다. 이 앨범에서 이정훈이 가장 좋아하는 곡 중 하나이다.
- 〈Standing In The Rain〉은 모든 멤버가 코러스에 참여한 곡으로, 이 앨범에서 정재원이 가장 좋아하는 곡이다.
- 〈Loosing Control〉은 발음상으로 봤을땐 'Losing Control'이라 해야 맞겠지만, 감정을 통제하지 못하는 것인지 일부러 하지 않는 것인지에 대해 생각해봤으면 좋겠다는 바람에서 'Loosing Control'이라고 표기했다고 한다.
- 〈Cliff Parade〉는 컴백 트레일러(Comeback Trailer) 영상의 곡으로, 팬들이 제목을 몰라 앨범이 발매되기 전까지 '엇갈리고 뒤엉켰지'로 지어 불렀다.
- 〈Hopeless Valentine〉은 여자에 관한 곡이 아닌 그냥 사람에 대한 곡이다. 친구든 누구든 나를 도와주려 하긴 하는데 고맙지만 나에겐 도움이 되질 않는다는 뜻. 김종완이 '내가 필요로 하는 것과 원하는 것의 차이, 혹은 그때 느낄 수 밖에 없는 복잡한 감정에 관한 곡'이라고 언급했다.
- 〈Slip Away〉는 "앨범의 전체 테마가 잘 표현되었다"라는 이유로 정재원이 이 앨범에서 가장 좋아하는 곡으로 꼽았다. (2012년 by bling 인터뷰)
- 〈Dream〉 은 처음으로 넬의 앨범에서 연주곡이 히든 트랙이 된 사례이다.
- 2013년 1월 23일 《Slip Away》가 일본에 발매되었다. 일본판은 2장의 CD로 구성되어 있으며, 수록곡들이 부분 편곡, 리마스터링 되었고 히든 트랙(Hidden Track)이었던 〈Dream〉대신 〈그리고, 남겨진 것들〉의 어쿠스틱 편곡 버전이 수록되어 있다. 다른 한 장의 CD에는 〈그리고, 남겨진 것들〉의 뮤직비디오가 수록되었다.

## 백워드 마스킹
백워드 마스킹(Backward Masking)이란 인위적으로 본래의 곡에 가사나 멜로디를 거꾸로 삽입하는 것으로 다수의 곡에 사용되었다.
- Go(03:02~03:13) : 들리지 않던 피아노 멜로디가 나온다.
- Slip Away(01:35~01:39) : 들리지 않던 피아노 멜로디가 나온다.